# بيتر فاك
بيتر فاك (بالإنجليزية: Peter Vack)‏ هو ممثل أمريكي، ولد في 19 سبتمبر 1986 بنيويورك في الولايات المتحدة.

## أعمال

### أفلام
- (2015) المتدرب[5][6]

### مسلسلات
- شبح هامس

## وصلات خارجية
- بيتر فاك على موقع IMDb (الإنجليزية)
- بيتر فاك على موقع ميتاكريتيك (الإنجليزية)
- بيتر فاك على موقع روتن توميتوز (الإنجليزية)
- بيتر فاك على موقع قاعدة بيانات الأفلام العربية
- بيتر فاك على موقع ألو سيني (الفرنسية)
- بيتر فاك على موقع أول موفي (الإنجليزية)
- بيتر فاك على موقع قاعدة بيانات الفيلم (الإنجليزية)
- بيتر فاك على موقع ليتربوكسد (الإنجليزية)
- بيتر فاك على موقع كينوبويسك (الروسية)